# Catocala torrenti
Catocala torrenti là một loài bướm đêm trong họ Erebidae.